# O 21 (U-Boot)
Die O 21 war ein niederländisches U-Boot der O-21-Klasse von 1940, das im Zweiten Weltkrieg auf Seite der Alliierten eingesetzt wurde. Das Boot der Koninklijke Marine war das erfolgreichste niederländische Unterseeboot des Zweiten Weltkriegs. Unter anderem versenkte es am 28. November 1941 im Mittelmeer das deutsche U-Boot U 95 und einige japanische Schiffe im Pazifikkrieg. Das Boot überstand den Krieg und diente noch einige Jahre in Ostindien, bevor es zur Reserveflotte kam. O 21 wurde im Jahre 1957 außer Dienst gestellt und zum Abbruch verkauft.

## Bau und Indienststellung
Die Kiellegung des Bootes erfolgte am 20. November 1937 bei der Werft K.M. De Schelde in Vlissingen. Ursprünglich war die Bootsnummer K XXI vorgesehen, doch wurde dieses bereits vor Stapellauf in O 21 geändert. Als O-Boot war es für den Einsatz in europäischen Gewässern vorgesehen, wohingegen K-Boote in Niederländisch-Indien eingesetzt wurden.
Das Boot war das Typschiff der auf sieben Boote ausgelegten O-21-Klasse, von der später vier Boote bei den alliierten und die übrigen drei als deutsche Beute-U-Boote eingesetzt wurden. Die niederländische Eigenkonstruktion war modern, unter anderem verfügte sie bereits über einen Schnorchel und eine in ein wasserdichtes Abteil versenkbare 4,0-cm-Kanone – Details, die die Deutschen bei den Elektrobooten der Typen XXI und XXIII kopierten. Am 21. Oktober 1939 lief O 21 mit einigen Schwierigkeiten vom Stapel. Beim deutschen Überfall auf die Niederlande am 10. Mai 1940 stellte die niederländische Marine das Boot noch unfertig in Dienst. Es entkam so den Deutschen in Begleitung seines ebenfalls nicht fertig ausgerüsteten Schwesterboots O 22 nach England. Zuvor war O 21 weder getestet worden, noch verfügte es über Munition für die bereits installierte Bewaffnung. Vom Mai bis Juni 1940 wurde das Boot dann im schottischen Rosyth fertig ausgerüstet. Unter anderem erhielt es eine Rahmenantenne. Der Schnorchel des Bootes musste auf Verlangen der Briten entfernt werden, da ihnen dieser unnötig und gefährlich erschien. Erste Tauchtests wurden am 3. Juni 1940 unternommen. Nur vier Tage später musste das Boot dann im eigenen Hafen in Schottland wegen eines deutschen Luftangriffs abtauchen. Am 22. Juni wurde das jetzt einsatzfähige Boot der britischen 9. U-Boot-Flottille in Dundee zugeordnet.

## Einsatzgeschichte

### Nordsee
Am 30. Juli 1940 lief O 21 zu seiner ersten Einsatzfahrt in der Nordsee aus; zuvor hatten einige leichte Defekte behoben werden müssen. Die Fahrt diente daher auch zur Überprüfung der Einsatzfähigkeit von Boot und Besatzung. Einsatzgebiet war ein Kreis von zwanzig Seemeilen nördlich der Doggerbank. Am Nachmittag des 1. August 1940 sichtete das getaucht fahrende Boot ein aufgetaucht fahrendes deutsches U-Boot und schoss aus einer Distanz von 2000 m einen Fächer aus zwei Torpedos, verfehlte das Boot jedoch, bei dem es sich wahrscheinlich um U 60 handelte. Am 9. August kehrte das Boot nach Dundee zurück, wo Kommandant Ltz. I (Leutnant zur See erster Klasse) Johannes Frans van Dulm für die erfolgreiche Rettung des Bootes vor den Deutschen mit dem Bronzenen Kreuz ausgezeichnet wurde. Das Boot war aufgrund der möglichen Invasion Englands in dieser Zeit in Alarmbereitschaft. Es lief erst am 28. August wieder zu einer Fahrt aus, diesmal vor der südlichen Zufahrt zum Hafen von Bergen, wo jedoch nur ein kleiner Kutter gesichtet wurde, der dem Kommandanten keinen Torpedo wert erschien. Bei einem Tieftauchversuch während der Fahrt traten Schäden an einem der Decktorpedorohre auf. Bei der Rückkehr zum Hafen wäre O 21 wegen des schlechten Wetters zudem beinahe an der schottischen Küste gestrandet.
Die nächste Einsatzfahrt, zu der das Boot am 27. September 1940 auslief, führte in dasselbe Gebiet, wo es wieder einen Kutter sichtete. Wahrscheinlich handelte es sich um denselben wie bei der vorherigen Fahrt. Am 5. Oktober sichtete O 21 allerdings ein heimkehrendes deutsches U-Boot vom Typ II. Vermutlich bemerkte dieses O 21 ebenfalls, denn das deutsche Boot tauchte plötzlich ab und schaltete die Maschinen aus, so dass O 21, das keine Möglichkeit der Unterwasserpeilung hatte, es nicht verfolgen konnte. Auf dem Rückweg zur Basis führte das Boot einen weiteren Tieftauchversuch durch, bei dem in einer Tiefe von 95 m ein Kontrollglas in der Zentrale brach. Außerdem drang Wasser durch die Schraubenschäfte in den Maschinenraum ein und beschädigte den Anker des Steuerbord-Elektromotors. Die Schraubenwellen liefen fest, so dass der Motor abstarb und das Boot auf 106 m Tiefe durchsackte, bevor durch Ausblasen wieder aufgetaucht werden konnte.
Aufgrund der Schäden wurde O 21 nach der Rückkehr in ein Trockendock verbracht. Ein dritter Tieftauchversuch im November führte das Boot problemlos auf die geplante Einsatztiefe von 102 m.
Die nächste Einsatzfahrt vom 28. November bis 12. Dezember 1940 führte das Boot wieder vor die norwegische Küste, diesmal vor Stavanger. Die Fahrt verlief ohne besondere Vorkommnisse.
Nach der Rückkehr waren für O 21 wieder Tests angesetzt. Da der Vorrat an niederländischen Torpedos in England auf jene begrenzt war, die bei der Flucht vor den Deutschen mitgenommen worden waren, musste die Kompatibilität niederländischer Torpedorohre mit britischen Torpedos geprüft werden. Nach erfolgreichen Tests lief O 21 am 29. Dezember 1940, diesmal mit britischen Torpedos ausgerüstet, wieder zu einer Kriegspatrouille aus. Einsatzgebiet war dasselbe Gebiet vor Bergen/Norwegen, in dem O 21 bereits zuvor zweimal gewesen war. Wie bei den vorangegangenen Einsätzen dort sichtete es einen Kutter, an den man keinen Torpedo verschwenden wollte. Am 12. Januar 1941 kehrte das Boot zur Basis zurück, um am 27. Januar zur nächsten Fahrt auszulaufen. Auch diese Fahrt, die bis zum 10. Februar dauerte, blieb erfolglos.

### Atlantik
Vom 24. Februar bis zum 10. März fuhr das U-Boot mit seinem Schwesterboot O 23 als Geleitzugsicherung auf der Route Dundee-Gibraltar. Auf dem Treffpunkt mit dem ersten Geleitzug verlor O 21 aufgrund schlechten Wetters sein Begleitschiff, den Minenräumer der freifranzösischen Flotte La Moqueuse. Während die Boote diesen suchten, wurden sie von einem britischen Frachtschiff mit dessen Bordkanone beschossen. Die Boote entzogen sich diesem Angriff durch Abtauchen. Die nun aufschließende La Moqueuse sichtete das Periskop von O 21 und glaubte ebenfalls, ein deutsches U-Boot zu sichten. Die von den Franzosen geworfenen Wasserbomben beschädigten O 21 nur leicht. Das Boot tauchte sofort auf.

### Mittelmeer
Am 14. März erreichte das Boot Gibraltar und wurde organisatorisch dort der britischen 8. U-Boot-Flottille unterstellt. Bis Mitte Juni eskortierte O 21 mehrere Konvois, wobei es die nordwärts fahrenden Konvois jeweils bis zum Treffpunkt mit dem auf Gegenkurs fahrenden Konvoi begleitete, um dann den südwärts fahrenden Konvoi bis Gibraltar zu geleiten. Anschließend folgte ein kurzer Aufenthalt in Gibraltar zur Überholung, eine kurze Teilnahme an einer U-Boot-Abwehrübung und ein weiteres Konvoigeleit, bevor das Boot am 2. Juli abkommandiert wurde, nördlich Portugals im Golf von Biskaya zu patrouillieren. Dort erwartete die britische Admiralität einen deutschen Hilfskreuzer. Am 6. Juli kehrte O 21 nach Gibraltar zurück.
Am 16. Juli 1941 lief O 21 ins Mittelmeer aus, wo ihm ein Patrouillengebiet südlich von Neapel zugewiesen war. Bei einem ersten gesichteten Konvoi am Morgen des 21. Juli war die Distanz zu groß, um in Angriffsposition zu kommen, bei einem zweiten Konvoi war die Sicherung von drei Torpedobooten so stark, dass O 21 nicht in Schussposition gelangen konnte. Einen am 28. Juli gesichteten Schoner hielt der Kommandant für ein Q-Schiff und griff dieses nicht an. Am gleichen Tag fand O 21 mit Hilfe des Horchgeräts einen weiteren Konvoi, bestehend aus vier Frachtschiffen und zwei Zerstörern als Geleitschutz. O 21 schoss einen Viererfächer Torpedos auf den Konvoi, tauchte auf 35 m Tiefe und ging auf Schleichfahrt. Zwei Torpedos trafen den italienischen Frachter Monteponi, der am nächsten Tag aufgrund der Schäden sank. Der Gegenangriff der geleitenden Zerstörer erfolgte weit von O 21 entfernt. Am 3. August griff O 21 südlich von Sardinien einen unbekannten italienischen Dreimast-Schoner (500 BRT) an, zunächst mit einem Torpedo (der jedoch wahrscheinlich unterhalb des Schiffes hindurchlief), anschließend mit dem Deckgeschütz. Mindestens sieben der abgefeuerten 25 Schüsse trafen den Schoner, und nachdem das Schiff brannte, verließ O 21 den Ort des Angriffs. Am 6. August war das Boot zurück in Gibraltar.
Am selben 6. August 1941 versenkte das Schwesterboot O 24 den kleinen italienischen Handelsdampfer Bombardiere nach einem Torpedoangriff um 6:32 Uhr auf der Position 41° 47′ N, 12° 6′ O im Tyrrhenischen Meer. Der niederländische Kommandant berichtete irrigerweise von der Versenkung eines 5000 BRT großen Schiffes, tatsächlich besaß die Bombardiere jedoch nur ein Volumen von 634 BRT. Die offizielle italienische Position dazu ist interessanterweise aus unbekannten Gründen bis heute, dass das kleine Handelsschiff von O 21 statt – wie nachweisbar korrekt – von O 24 versenkt wurde.
Am 27. August lief O 21 erneut ins Tyrrhenische Meer aus. Am 31. August sichtete man ein unbekanntes italienisches U-Boot der Marcello-Klasse (1.060/1.313 t), verfehlte dieses jedoch mit einem Torpedofächer. Der nächste Angriff des Bootes am 5. September war erfolgreicher, der italienische Frachter Isarco (5738 BRT) wurde torpediert und anschließend mit dem Decksgeschütz versenkt. O 21 nahm 22 Überlebende der Besatzung an Bord. Am nächsten Tag griff das Boot einen nicht bekannten italienischen Hilfskreuzer an, die Torpedos verfehlten diesen jedoch. Am übernächsten Tag, dem 7. September griff das Boot einen Hilfsminenleger der Fasana-Klasse an, am Folgetag noch einen Konvoi. Keiner dieser Angriffe war erfolgreich.
Am 27. September versenkt O 21 ein unbekanntes kleines Segelschiff auf der Position 42° Nord, 10° Ost mit dem 8,8-cm-Deckgeschütz. Über diesen Angriff wird jedoch weder von den niederländischen Quellen noch in den Memoiren des Kommandanten etwas erwähnt, er ist aber offizieller italienischer Standpunkt.
Die nächste Einsatzfahrt des Bootes diente als Flankensicherung für einen von Gibraltar nach Malta fahrenden britischen Konvoi. Dabei begegnete dem Boot am 3. Oktober der Vichy-französische Frachter Oued Yquem (1369 BRT), den es mit einem Torpedo auf der Position 40° 58′ N, 9° 59′ O, 3 sm von Kap Figari (Sardinien) versenkte.

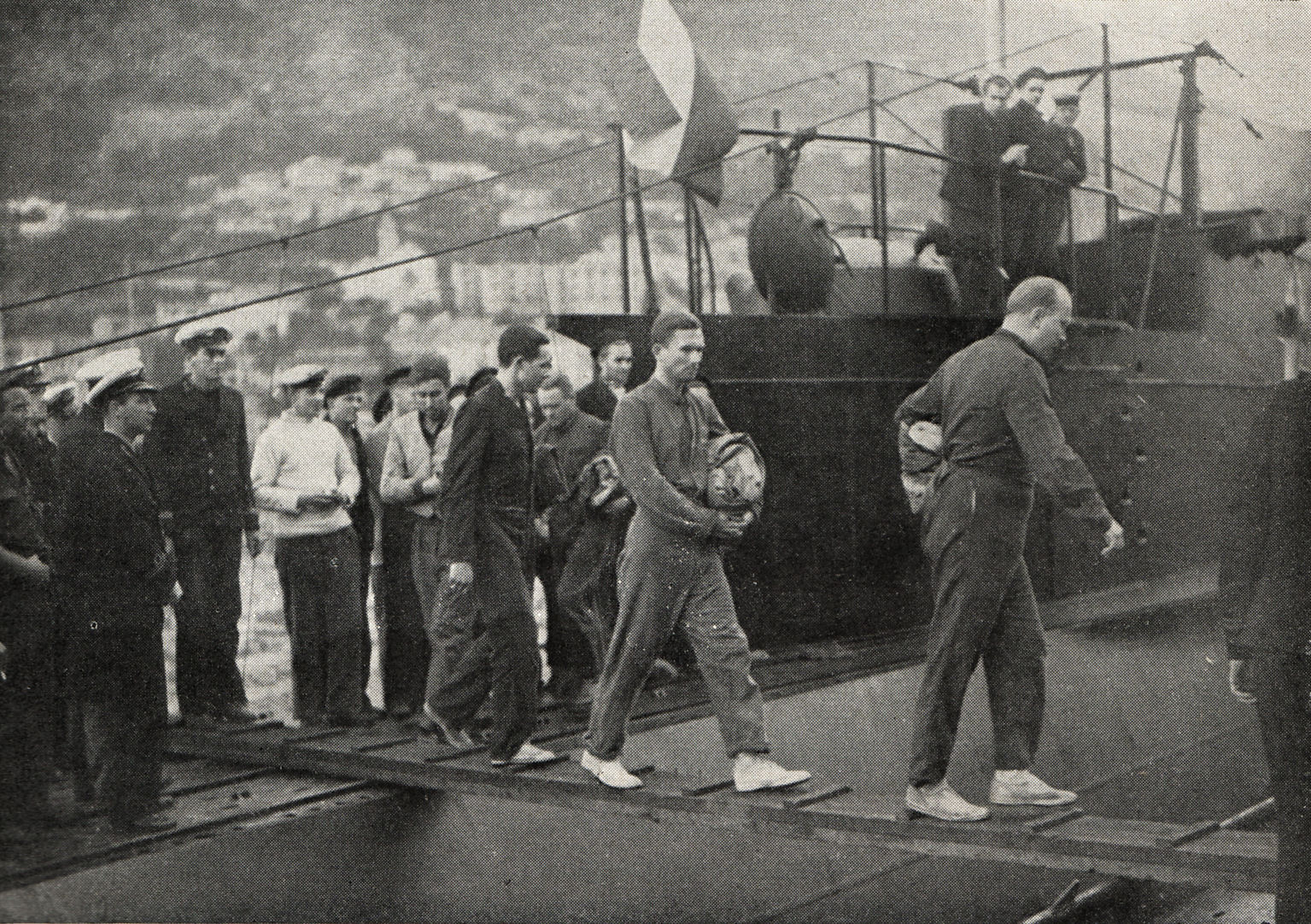
Überlebende des deutschen U-Boots U 95 gehen in Gibraltar von Bord von O 21

Am 9. November trat O 21 eine weitere Einsatzfahrt in italienische Gewässer an, wo das Boot am 15. November den als Teil eines Konvois fahrenden italienischen Frachter Ninetto G. (5335 BRT) sichtete, jedoch ohne Erfolg angriff, da sämtliche abgeschossenen Torpedos das Ziel verfehlten. Am 16. November und 21. November folgten weitere erfolglose Angriffe auf Handelsschiffe. Am 22. November sichtete das Boot den italienischen 92 BRT-Trawler San Salvatore, den es mit dem Deckgeschütz versenkte. Am nächsten Tag griff O 21 einen weiteren italienischen Geleitzug mit Torpedos an, wobei es möglicherweise den 52 BRT messenden Trawler Nuovo Sant' Antonio versenkte, ohne dass die Besatzung von O 21 dieses bemerkt hätte – der offizielle italienische Standpunkt ist bis heute, dass O 21 den Trawler versenkte. Am 24. November wurde östlich von Sardinien das nächste italienische Schiff versenkt, das 216 BRT messende Segelschiff Unione, das O 21 zuerst mit dem Deckgeschütz beschoss und schließlich rammte. Das Boot war bereits fast munitionslos und auf dem Weg zurück nach Gibraltar, als der Ausguck am 28. November gegen 0:50 Uhr ein U-Boot sichtete, das sich mit der Signallampe bemerkbar machte und versuchte, Kontakt aufzunehmen. Die Niederländer erkannten den Code nicht, so dass Ltz. I van Dulm, der Kommandant des Bootes, sich zum Angriff auf das vermutlich feindliche Boot entschied. Der letzte Bugtorpedo von O 21 verfehlte das Ziel, weil das gegnerische U-Boot abdrehte. Van Dulm ließ sein Boot ebenfalls drehen und einen der beiden Hecktorpedos abschießen, der das deutsche Boot U 95 direkt hinter dem Turm traf. U 95 sank daraufhin und O 21 rettete zwölf Überlebende des deutschen Bootes aus dem Wasser einschließlich des Kommandanten Kapitänleutnant Gerd Schreiber und eines Kriegsberichterstatters. Diesen hatte Schreiber auf den Turm gerufen, damit er Zeuge der Versenkung eines feindlichen U-Boots würde, da man auch auf U 95 erkannt hatte, dass man kein befreundetes Boot ansignalisiert hatte. Für die Versenkung von U 95 erhielt Ltz. I (Leutnant zur See erster Klasse) van Dulm den britischen Distinguished Service Order.

### Fernost
Nach einer weiteren ereignislosen Patrouille in der Bucht von Biscaya kehrte O 21 am 23. oder 24. Dezember 1941 nach Großbritannien zurück, um vom Januar bis Juli 1942 überholt zu werden. Ende Dezember hatte Japan die niederländischen Besitzungen in Niederländisch-Indien angegriffen, so dass das Boot dort benötigt wurde. Während der Werftliegezeit hatte die Besatzung des Bootes ihren einzigen Toten zu beklagen, nachdem ein Mannschaftsmitglied von einem Autobus angefahren worden war. Am 12. August 1942 lief O 21 nach Fernost aus. Auf der ersten Etappe der Fahrt geleitete das Boot einen Konvoi von England nach Gibraltar. Während dieser Zeit begegnete es U 254, verfehlte das deutsche Boot jedoch. Am 17. Oktober 1942 erreichte das Boot Simon’s Town in Südafrika, wo ein längerer Werftaufenthalt folgte, bei dem unter anderem die Vulkankupplung des Bootes ausgetauscht wurde und das Boot eine Woche im Trockendock verbrachte, wo die Außenhülle gereinigt und neu gestrichen wurde. Am 11. Januar 1943 setzte O 21 die Fahrt fort und lief am 21. Februar in Colombo auf Ceylon ein, wo es nun unter dem Oberkommando der Eastern Fleet stand. Die erste Einsatzfahrt im pazifischen Raum trat O 21 am 6. März an. Diese führte in das Seegebiet zwischen den Andamanen und Siam. Auf der Fahrt versenkte das Boot am 13. März den japanischen Frachter Kasago Maru 2 (3967 BRT). Nach 18 Tagen war es zurück in Colombo.
Die zweite Kriegspatrouille im Pazifik trat O 21 mit acht Gästen an Bord an. Es handelte sich um chinesischstämmige Agenten, die am 21. April an der Westküste der Insel Java abgesetzt wurden. Am folgenden Tag versenkte O 21 dann den japanischen Frachter Yamazato Maru (6925 BRT), der von zwei Torpedos eines Viererfächers getroffen wurde, und griff am selben 22. April erfolglos ein japanisches Q-Schiff an. Am 24. April klärte das Boot noch die Bucht von Sabang vor Sumatra auf.
Nach zwei weiteren, ereignislosen Einsätzen in der Straße von Malakka und südlich von Java wurde O 21 nach Australien verlegt. Die nächste Mission des Bootes scheiterte: Zwei Agenten, die auf Java aufgenommen werden sollten, erschienen nicht am verabredeten Punkt an der Küste. Ein weiterer Agent, den O 21 am 1. August auf Java absetzte, kehrte in der folgenden Nacht nicht zum Treffpunkt zurück.

### Einmal um die Welt
Vom 25. August 1943 bis zum November war das Boot unter Oberbefehl der US-amerikanischen Pazifikflotte im australischen Fremantle stationiert. Danach musste es wegen Maschinenschadens nach Großbritannien zurückkehren, wo es im Februar 1944 ankam. Im April erhielt das Boot neue Batterien, anschließend durchquerte das Boot den Atlantik, um in Philadelphia vom Juni bis Dezember komplett überholt zu werden. Nach einer Testperiode fuhr das Boot zurück in den pazifischen Kriegsraum, wobei es den Weg durch den Panamakanal nahm. Auf der Reise aufgetretene Defekte wurden in Wellington (Neuseeland) behoben, bevor das Boot im Mai 1945 wieder in Freemantle einlief und damit eine Weltumrundung vollendet hatte. Vor dem Kriegsende folgte unter dem Kommando von Ltz. I Frans Jan Kroesen noch eine Einsatzfahrt in die Sundastraße, wo O 21 am 29. Juli 1945 vor der nordwestlich von Java zwei japanische Küstenschiffe mit dem Deckgeschütz beschädigte, am 31. Juli ein auf 10 t geschätztes japanisches Fischerboot durch Geschützfeuer versenkte und die Südküste von Java aufklärte. Bei Kriegsende war das Boot zurück in Australien.

## Geschichte nach Kriegsende

### Niederländisch-Ostindien
Nach dem Krieg verblieb O 21 noch einige Zeit im Fernen Osten, wo es ab Oktober 1945 in Batavia stationiert war. Das Boot wurde vom 18. Oktober 1945 bis zum 4. Mai 1946 unter dem Kommando von Ltz. II (Leutnant zur See zweiter Klasse) Willem Fredrik Jacob Mörzer Bruijns in indonesischen Gewässern gegen Waffenschmuggler eingesetzt. Ein typischer Einsatz dauerte etwa sieben bis zehn Tage, dabei wurden zahlreiche Boote gestoppt und durchsucht. Unbestätigten Berichten zufolge soll O 21 ab dem späten Oktober zusätzlich auch in der Sundastraße Patrouille gefahren sein.

### Zurück in den Niederlanden
Am 21. April 1946 kam das Boot schließlich zurück in die Niederlande. Vom 30. April bis zum 7. Februar 1950 wurde das Boot vom aktiven Dienst in die Reserve überführt und bis auf weiteres eingelagert. In dieser Zeit wurden – möglicherweise – während diverser Wartungsarbeiten die Geschütze entfernt.

### Torpedotestboot
Ab dem 7. Oktober 1950 bis zur endgültigen Außerdienststellung am 2. November 1957 wurde O 21 noch als Torpedotestboot eingesetzt. Dabei arbeitete die O 21 eng mit dem Tender und Torpedotransportschiff Mercuur sowie einem Schnellboot zusammen (letzteres verfolgte und beobachtete die Torpedolaufbahn).

## Außerdienststellung
Nach seiner offiziell am 2. November 1957 in Rotterdam feierlich begangenen Außerdienststellung und Ausmusterung wurde das Boot am 24. Januar 1958 für 141.000 Gulden an den Schrotthändler G.P. van Beckum in Alkmaar verkauft und sogleich von diesem zerlegt.
Eines der Torpedorohre wurde nochmals von 1962 bis 1976 auf dem Torpedotestschiff van Bochove verwendet.